# Dagmar Kaselitz
Dagmar Kaselitz (* 1. September 1959 in Plauen als Dagmar Eichhorn) ist eine deutsche Lehrerin, Verwaltungsangestellte, Politikerin (SPD) und ist seit November 2019 Abgeordnete im Landtag von Mecklenburg-Vorpommern, dessen Mitglied sie bereits von Januar 2014 bis 2016 war.

## Biografie
Dagmar Kaselitz erlernte zunächst den Beruf des Zootechnikers und studierte anschließend in Halle (Saale) mit Abschluss als Diplomlehrerin für Biologie. Sie war dann von 1983 bis 1990 im Schuldienst in Penzlin eingesetzt. Anschließend übernahm sie verschiedene Tätigkeiten bei der Stadt Penzlin, vor allem im Bereich Kultur.

## Politik
Dagmar Kaselitz trat 2010 in die SPD ein. Bereits nach dem Ergebnis der Landtagswahl am 4. September 2011 hätte sie beinahe über die Landesliste ihrer Partei ein Abgeordnetenmandat erhalten. Doch aufgrund der in der Nachwahl im Landtagswahlkreis Rügen I am 18. September 2011 abgegebenen Stimmen wurde diese Erwartung enttäuscht. Erst am 29. Januar 2014 zog sie als Nachrückerin für die Bundesministerin Manuela Schwesig in den Landtag ein. Bei der Landtagswahl in Mecklenburg-Vorpommern 2016 verpasste sie den Wiedereinzug in den Landtag. Von Dezember 2016 bis November 2019 war sie Integrationsbeauftragte der Landesregierung Mecklenburg-Vorpommern. Ihre Nachfolgerin wurde Reem Alabali-Radovan. Am 28. November 2019 rückte sie für Mathias Brodkorb in den Landtag nach.